# اسماعیل احمد قادر حسن
اسماعیل احمد قادر حسن (به انگلیسی: Ismail Ahmed Kadar Hassan) (زادهٔ ۲۳ می ۱۹۸۷ در لیل، فرانسه) یک بازیکن فوتبال فرانسوی - جیبوتیایی است. او هم‌اکنون عضو باشگاه داک استردا است و در پست هافبک چپ بازی می‌کند و توانایی بازی با هر دو پایش را دارد.

## فوتبال ملی
قادر حسن در مسابقات مقدماتی جام جهانی ۲۰۱۰ برای تیم ملی جیبوتی بازی کرده استو شماره ۱۰ را پوشیده است.

## فوتبال باشگاهی
قادر حسن فوتبال را از مدرسه فوتبال باشگاه لیل آغاز کرده و در تیم جوانان این باشگاه نیز بازی کرده است. او در فصل ۰۷ - ۲۰۰۶ از تیم زیر ۱۹ سال لیل به تیم دسته چهارمی لسکوین پیوست و ۲ فصل در این تیم بازی کرد تا مورد توجه باشگاه دی استرادا قرار گرفت.